# Atractus dunni
Atractus dunni este o specie de șerpi din genul Atractus, familia Colubridae, descrisă de Savage 1955. Conform Catalogue of Life specia Atractus dunni nu are subspecii cunoscute.